# Gerhard Wucherer
Gerhard Wucherer, född den 11 februari 1948 i Kempten, Bayern, är en västtysk friidrottare inom kortdistanslöpning.
Han tog OS-brons på 4 x 100 meter vid friidrottstävlingarna 1972 i München.